# Shāhāpur
Shāhāpur är en ort i Indien.   Den ligger i distriktet Thane och delstaten Maharashtra, i den västra delen av landet, 1 100 km söder om huvudstaden New Delhi. Shāhāpur ligger 59 meter över havet och antalet invånare är 10 965.
Terrängen runt Shāhāpur är platt åt sydost, men åt nordväst är den kuperad. Runt Shāhāpur är det ganska tätbefolkat, med 185 invånare per kvadratkilometer. Närmaste större samhälle är Vasind, 8,2 km sydväst om Shāhāpur. I omgivningarna runt Shāhāpur växer huvudsakligen savannskog.